# جاروسية
الجاورسية (بالإنجليزية: Miliaria)‏ وله أسماء أخرى مثل طفح العرق ، حمو النيل ، الدخنية ، حصف الحر ( الدخنية الحمراء ) أو طفح الحر.هي مرض جلدي يتميز بالحكة والطفح الجلدي . والجاروسية هو مرض شائع في الظروف الحارة والرطبة، كما هو الحال في المناطق الاستوائية خلال موسم الصيف. على الرغم من أنه يؤثر على الناس من جميع الأعمار، ولكن تأثيره أكبر في الأطفال والرضع بسبب غددههم العرقية المتخلفة والتي ما زالت في طور النمو.

## الأسباب
1. انسداد في القنوات العرقية.
2. جرح بشرة الجلد ( أي الطبقات الظهارية من الجلد ) .
3. تعرض الجلد للعرق لفترات طويلة .
4. زيادة في نوع معين من البكتيريا العنقودية و هو العُنقودية البَشْرَوية
5. تسرب العرق خلال جدار القناة خلف الانسداد .

## الأعراض
تظهر الإصابات النمطية في ثنيات الجلد وعلى الجسم، بخاصة في مناطق الاحتكاك مع الملابس . وتكون في صورة حبوب ( حطاطات ) حمراء دقيقة قد تكون في أعداد كبيرة جدا . ويصاحبها انزعاج شديد كما هو معهود، واحساس غير محتمل بالشكة أكثر منه شعور بالحكة . في الأطفال عادة يظهر الطفح على الرقبة ، الرفاغ والابط ، و لكن أيضا على الوجه أو في أي مكان آخر .
وإذا بدأ الطفح، فإن نوبة الجاورسية عادة تستمر 5-6 أسابيع، هذا لأن السداد المكون في فتحات قناة العرق لا يمكن أن يزول إلا بالنمو الخارجى لخلايا القناة العرقية فقط، ويستغرق هذا عدة أسابيع ولا يمكن أن يؤثر العلاج على هذه العملية .
في المستشفيات، تحدث الجاورسية نمطيا على ظهر المرضى المستلقين لفترات طويلة في السرير، خصوصا عندما يعرقون من إصابة معدية أو أزمة قلبية ، أو مشلولي الحركة بسبب سكتة دماغية ، إصابة رأس أو عملية متعلقة بتقويم العظام .

## العلاج
-معظم حالات طفح العرق لا تتطلب أي علاج، وتهدأ مع مرور الوقت. لكن الحالات الشديدة تحتاج إلى علاج مناسب، مثل استخدام مضادات الجراثيم .علاج طفح العرق يشمل يمكن أيضا استخدام وكلاء موضعي مع خصائص مضادة للحكة، مثل الاستعدادات الكالامين، المنثول والكافور القائم، والتي هي أيضا فعالة للحد من شدة الأعراض.
وتجنب المزيد من العرق.منع حدوث طفح العرق عن طريق الحفاظ على جسمك بارد، وخصوصا خلال المناخ الحار الرطب وأثناء القيام بأي أنشطة البدنية والتمارين المضنية التي تحفز على التعرق. فإنه من المستحسن استخدام مكيفات الهواء أو المراوح لتبريد الجو وارتداء الملابس الخفيفة.
اجتناب الملابس الثقيلة جدا، الاحتكاك من الملابس، الإفراط في استعمال الصابون وملامسة الجلد للمواد المهيجة، سيقلل من امكانية حدوث الجاورسية . يجب أن تكون القمصان والبلوزات محتوية على نسبة عالية من القطن وضئيلة من الألياف الصناعية .
-تدعيم فيتامين ج .من خلال تناول غرام واحد من فيتامين ج قد يساعد بعض الحالات .
-مادة الكالامين .ربما تعطى نفس التأثير المريح للأعراض الذي للمواد الأخرى، لكن بسبب أثرها المجفف قد يوصف كريم ملطف لاحقا .
-الستيرويد الموضعى الذي يوصف لحالات الإصابة الأشد .
-المطهرات والمضادات الحيوية المضادة للبكتيريا العنقودية يمكن أن تكافح النمو الزائد للبكتيريا .